# Harly
Harly település Franciaországban, Aisne megyében. Lakosainak száma 1563 fő (2022. január 1.). Harly Homblières, Mesnil-Saint-Laurent, Neuville-Saint-Amand, Rouvroy és Saint-Quentin községekkel határos.

## Népesség
A település népességének változása:
| Lakosok száma | 1445 | 1976 | 1892 | 1767 | 1697 | 1669 | 1610 | 1578 | 1567 | 1563 |
|               | 1968 | 1982 | 1990 | 2006 | 2011 | 2016 | 2017 | 2019 | 2020 | 2022 |